# كزافييه غارسيا (لاعب كرة الماء)
كزافييه غارسيا (بالإسبانية: Xavier García Gadea)‏ (و. 1984  م) هو لاعب كرة الماء إسباني، ولد في برشلونة، شارك في الألعاب الأولمبية الصيفية 2012، والألعاب الأولمبية الصيفية 2008، والألعاب الأولمبية الصيفية 2004، مركز لعبه هو مهاجم ‏.

## روابط خارجية
- كزافييه غارسيا على موقع الاتحاد الدولي للسباحة (الإنجليزية)
- كزافييه غارسيا على موقع اللجنة الأولمبية الدولية (الإنجليزية)
- كزافييه غارسيا على موقع أوليمبيديا (الإنجليزية)
- كزافييه غارسيا على موقع اللجنة الأولمبية الكرواتية (مؤرشف) (الكرواتية)